# Everlast (rapper)
Erik Francis Schrody (n. 18 august 1969 în Valley Stream, New York), mai cunoscut după numele de scenă Everlast, este un rapper american câștigător al premiului Grammy.
Este cel mai cunoscut pentru hitul solo "What It's Like" dar și ca lider al trupei rap House of Pain. De asemenea face parte din supergrupul hip hop La Coka Nostra alături de ceilalți membrii din House of Pain dar și de alți rapperi. În 2000 a câștigat premiul Grammy pentru cea mai bună piesă rock cântată de un duet sau un grup cu vocalist alături de muzicianul Carlos Santana pentru cântecul "Put Your Lights On".

## Discografie
- Forever Everlasting (27 martie 1990)
- Whitey Ford Sings the Blues (8 septembrie 1998)
- Eat at Whitey's (17 octombrie 2000)
- White Trash Beautiful (25 mai 2004)
- Love, War and the Ghost of Whitey Ford (23 septembrie 2008)
- Songs of the Ungrateful Living (18 octombrie 2011)

1. ↑  „Everlast (rapper)”, Internet Movie Database
2. ↑  CONOR.SI[*] Verificați valoarea |titlelink= (ajutor)